# Сръбски гласник
„Сръбски гласник“ (на сръбски: Српски гласник) е сръбски всекидневен сутрешен вестник, излизал в Солун, Гърция от 9 януари 1916 г. до 27 март 1919 г.
От брой №25 (1916) има успоредно заглавие на френски L'echo Serbe, а от брой № 573 (1917) има подзаглавие Независим орган на общественото мнение (Независан орган јавног мишљења).
След окупацията на Сърбия от страните от Централните сили в 1915 година по време на Първата световна война и изтеглянето на сръбските войски през Корфу в Солун, част от сръбския печат също се мести в македонската столица. По време на войната вестникът печата новини от Сърбия и фронтовете. Има и приложение за белетристика. След войната отделя специално внимание на адриатическата политика и отношенията с Италия.
Издател и собственик е Д. А. Велешанац, от брой 65 (1916) няма собственик, а от брой 787 (1918) собственик е Анастасиос Берос. Отговорни редактор е Анастасиос Берос, от брой 119 (1916) М. Тавуларич; от брой 166 (1916) Анастасиос Берос; от брой 295 (1916) Филипос Берос; от брой 568 (1917) Йован Афович. Редактор на вестника е Виктор Йеленац, а от лятото на 1918 година – словенският журналист Фран Радешчек. Във вестника пише и Иво Чипико.
Печата се в печатница „Акварони“, от брой 353 (1917) в печатница „Сръбски гласник“, от брой 396 (1917) в „Анастасиос Берос“, от брой 567 (1917) в „Ангира“; от брой 574 (1917) в „Македония“, от брой 618 (1917) в „Анастасиос Берос“ и от брой 837 (1919) в „Акварони“.
„Сръбски гласник“ престава да излиза в 1919 година след края на войната.